# Михайлуца, Геннадий Петрович
Геннадий Петрович Михайлуца (род. 16 июля 1946, Чирчик, Ташкентская область) — советский футболист; заслуженный тренер Узбекской ССР.
Бо́льшую часть карьеры провёл в клубах Узбекской ССР «Химик» Чирчик (1965—1966), «Зарафшан» Навои (1968—1972), «Автомобилист» Термез (1973), «Янгиарык»/«Ханки» (Янгиарык) / «Хорезм» (Ханки) (1974—1978) в первой и второй лигах. В 1967—1968 годах был в составе ташкентского «Пахтакора», в 1968 годы сыграл четыре матча в высшей лиге.
После окончания карьеры футболиста — тренер. В 1979 году — старший тренер и начальник команды «Наримановец». В 1985—1986 годах — тренер в команде «Хорезм» Ханки. В 1987—1993, 1995 годах — главный тренер клуба «Сельмашевец»/«Чирчик», работал тренером в узбекском ЦСКА. Чемпион Узбекской ССР (1988).
Позднее продолжил работал в России в качестве детско-юношеского тренера.